# Petrobius maritimus
Petrobius maritimus is een rotsspringersoort uit de familie van de Machilidae. De wetenschappelijke naam van de soort is voor het eerst geldig gepubliceerd in 1809 door Leach.

## Verspreiding en leefgebied
Deze soort komt in grote aantallen voor op rotskusten op het noordelijk halfrond.